# Vera Chandler Foster
Vera Chandler Foster, nacida como Vera Adrienne Chandler, (Indianola, 9 de agosto de 1915 - Alexandria, 1 de febrero de 2001) fue una trabajadora social estadounidense. Trabajó para la Administración de Veteranos de los Estados Unidos en Tuskegee, Alabama, y formó parte de las juntas nacionales de la Asociación Cristiana de Mujeres Jóvenes, Planned Parenthood y Common Cause.

## Trayectoria
Vera Adrienne Chandler nació en Indianola, Misisipi y era hija de William Chandler y Mariah Chandler. Creció en Omaha, Nebraska. Se graduó en la Escuela Secundaria Central de Omaha en 1931, y en la Universidad Fisk en 1936. Obtuvo un máster en trabajo social en la Universidad de Chicago y un doctorado de la Universidad de Nebraska-Lincoln en 1940, con una disertación titulada "Un estudio de 100 niños negros adolescentes en Omaha con especial referencia a la familia". En 1941 fue becaria del Fondo Rosenwald en la Universidad de Minnesota. Fue miembro de Delta Sigma Theta.
Foster fue Decana de Mujeres e impartió cursos de sociología en la Universidad de Langston en Oklahoma. Trabajó como trabajadora social psiquiátrica para el Departamento de Asuntos de los Veteranos de los Estados Unidos en Tuskegee, Alabama. Su esposo era el presidente de la Universidad de Tuskegee, por lo que ella también tenía deberes sociales como esposa del presidente de la universidad.
Durante la Segunda Guerra Mundial, Foster participó activamente en las United Service Organizations de Tuskegee, brindando hospitalidad y recreación a la Escuela de Vuelo del Ejército de Tuskegee. Mientras sus hijos eran pequeños, pasó los veranos como consejera principal en Camp Indian Brook en Vermont. Sirvió en las juntas nacionales de la Asociación Cristiana de Mujeres Jóvenes, Planned Parenthood y Common Cause. En 1963, representó a los Estados Unidos en el Consejo Mundial de la Asociación Cristiana de Mujeres Jóvenes en Dinamarca. Participó activamente en la Liga Internacional de Mujeres por la Paz y la Libertad (WILPF), y representó a la Liga en una conferencia en Moscú. Fundó los capítulos de Alabama de WILPF, AAUW y AARP. Fue miembro de la NAACP, la Asociación Nacional de Trabajadores Sociales y la Organización Nacional de Mujeres. En 1947, fue editora asociada del Negro Year Book.
En 1981, se unió a la Conferencia de la Casa Blanca sobre el Envejecimiento y la Comisión Asesora sobre el Envejecimiento de Virginia.

## Publicaciones
- Negro year book: A review of events affecting Negro life, 1941-1946 (1947, coeditado con William Hardin Hughes)
- "The Negro Press" (1947, con Jessie P. Guzman)
- "'Boswellianism': A technique in the Restriction of Negro Voting" (1949)[10]

## Vida personal
Vera Chandler se casó con el administrador académico Luther H. Foster Jr. en 1941. Tuvieron dos hijos, Adrienne y Hilton. Luther Foster murió en 1994. Vera Chandler Foster murió en 2001, a la edad de 85 años, en Alexandria, Virginia. Su tumba está en el cementerio de la Universidad de Tuskegee.